# The Golden Fetter
The Golden Fetter er en amerikansk stumfilm fra 1917 af Edward LeSaint.

## Medvirkende
- Wallace Reid som James Roger Ralston.
- Anita King som Faith Miller.
- Tully Marshall som Henry Slade.
- Guy Oliver som Edson.
- Walter Long som McGill.